# Vidnîkî, Pustomîtî
Vidnîkî (în ucraineană Відники) este un sat în comuna Zvenîhorod din raionul Pustomîtî, regiunea Liov, Ucraina.

## Demografie
Componența lingvistică a localității Vidnîkî
     Ucraineană (99,75%)
     Alte limbi (0,25%)
Conform recensământului din 2001, majoritatea populației localității Vidnîkî era vorbitoare de ucraineană (99,75%), existând în minoritate și vorbitori de alte limbi.